# Миртиково
Мирти́ково (рос. Мыртыково) — присілок в Глазовському районі Удмуртії, Росія.

## Населення
Населення — 12 осіб (2010; 18 в 2002).
Національний склад станом на 2002 рік:
- удмурти — 89 %

## Урбаноніми[3]
- вулиці — Миру